# Salomonenlori
Der Salomonenlori (Vini meeki, Synonym Charmosyna meeki), auch als Meeks Zierlori bezeichnet, ist eine Papageienart aus der Gattung der Maidloris (Vini). Früher gehörte er zu den Zierloris (Charmosyna). Er ist auf Bougainville und auf den Salomonen verbreitet. Das Artepitheton ehrt den englischen Vogelsammler Albert Stewart Meek, einen engen Mitarbeiter von Walter Rothschild und Ernst Hartert, die das Taxon 1901 beschrieben hatten.

## Merkmale
Der Salomonenlori erreicht eine Länge von 16 Zentimetern. Das Gefieder ist insgesamt grün. Brust, Unterbauch, Unterschwanzdecken und Unterflügeldecken sind gelblich-grün. Der Scheitel ist stumpf gräulich-blau. Der Hinterrücken zeigt eine starke olivbraune Tönung. Die hinteren Ohrdecken und die Halsseiten sind hellgrün mit grünen Stricheln. Die Unterseite der Armschwingen ist variabel mit weißlich-gelben Streifen markiert. Die Schwanzoberseite ist dunkelgrün mit breiten gelben Spitzen. Die Schwanzunterseite ist leuchtend gelb. Der schmale Augenring ist dunkelgrau. Die Iris ist gelb bis orange. Die Füße sind orange. Sein schriller Ruf weist Ähnlichkeiten mit dem des Schönloris (Charmosyna placentis) auf. Er ist allerdings weicher und kürzer.

## Lebensraum
Der Salomonenlori bewohnt Regen- und Nebelwälder in Höhenlagen von 300 m bis 1700 m. Auf Bougainville ist er selten oberhalb von 1200 Metern anzutreffen.

## Lebensweise
Der Salomonenlori ist gewöhnlich in Schwärmen von 10 bis 15 Individuen zu beobachten. Er hält sich bevorzugt in den Spitzen hoher Bäume auf und fliegt häufig über das Blätterdach oder zwischen den Ästen im oberen Baumstockwerk. Bei der Nahrungssuche sieht man ihn oft in Vergesellschaft mit dem Margarethenlori (Charmosyna margarethae). Ansonsten ist er aber eher scheu und unauffällig. Der Flug ist schnell und direkt. Die Nahrung besteht aus Blütennektar, Pollen, kleinen Früchten und Blüten, darunter die Gattungen Syzygium, Metrosideros und Mearnsia. Über sein Brut- und Fortpflanzungsverhalten ist nichts bekannt.